# マイロード (テレビ番組)
『マイロード』は、2008年4月5日から2008年6月21日までNHK教育で放送されていたテレビ番組である。

## 概要
若者があこがれる著名人を取り上げ、子どものころから現在にいたるまでの個人史を本人のトークで伝える教養番組。

## 放送時間
- NHK教育：土曜 23:00 - 23:30／水曜 23:45 - 24:15

## 放送リスト
| 人物     | サブタイトル    | 放送日        |
| -------- | --------------- | ------------- |
| 久本雅美 | 子ども時代      | 2008年4月5日  |
| 久本雅美 | 思春期          | 2008年4月12日 |
| 久本雅美 | 転機 20歳のころ | 2008年4月19日 |
| 久本雅美 | 挫折と飛躍      | 2008年4月26日 |
| 中澤佑二 | 少年時代        | 2008年5月3日  |
| 中澤佑二 | 高校時代        | 2008年5月10日 |
| 中澤佑二 | ブラジル時代    | 2008年5月17日 |
| 中澤佑二 | プロデビュー    | 2008年5月24日 |
| 沢村一樹 | 少年時代        | 2008年5月31日 |
| 沢村一樹 | 旅立ち          | 2008年6月7日  |
| 沢村一樹 | モデル時代      | 2008年6月14日 |
| 沢村一樹 | 俳優デビュー    | 2008年6月21日 |